# Leonor d'Almeïda
Leonor d'Almeïda Portugal, quatrième marquise d'Alorna, huitième comtesse d'Assumar (née le 31 octobre 1750, morte le 11 octobre 1839) était une aristocrate, peintre et poétesse portugaise. Communément connue sous son surnom « Alcipe », elle est une figure majeure du néoclassicisme portugais, tant en littérature qu'en peinture.
Leonor est née dans l'une des nombreuses branches de la maison de Távora, alors la famille la plus illustre et la plus puissante du Portugal. Toutefois, la maison de Távora se trouve dans une période de grande difficulté au moment de sa naissance, sous le coup d'une accusation de trahison contre le roi Joseph Ier. À cause de ces événements malheureux, Leonor a passé dix-neuf ans emprisonnée de force dans un couvent, où elle passait la plupart de son temps à lire et à écrire de la poésie. Elle y connaît un succès précoce en tant que poétesse, qui a fait d'elle l'une des personnalités de monde littéraire les plus remarquables d'Europe à l'époque.
À la suite de son mari, le comte Carlos Pedro d'Oyenhausen-Groewenbourg, diplomate au service de la reine Marie Ire, Leonor et sa famille ont passé une grande partie de leur vie entre différentes cours d'Europe, et notamment la Cour impériale autrichienne de Vienne. C'est au cours de ses voyages que Leonor a pu rencontrer de nombreuses personnalités intellectuelles européennes de l'époque et étendre son influence littéraire et artistique, ainsi que ses idées, en poésie comme en peinture.

## Jeunesse

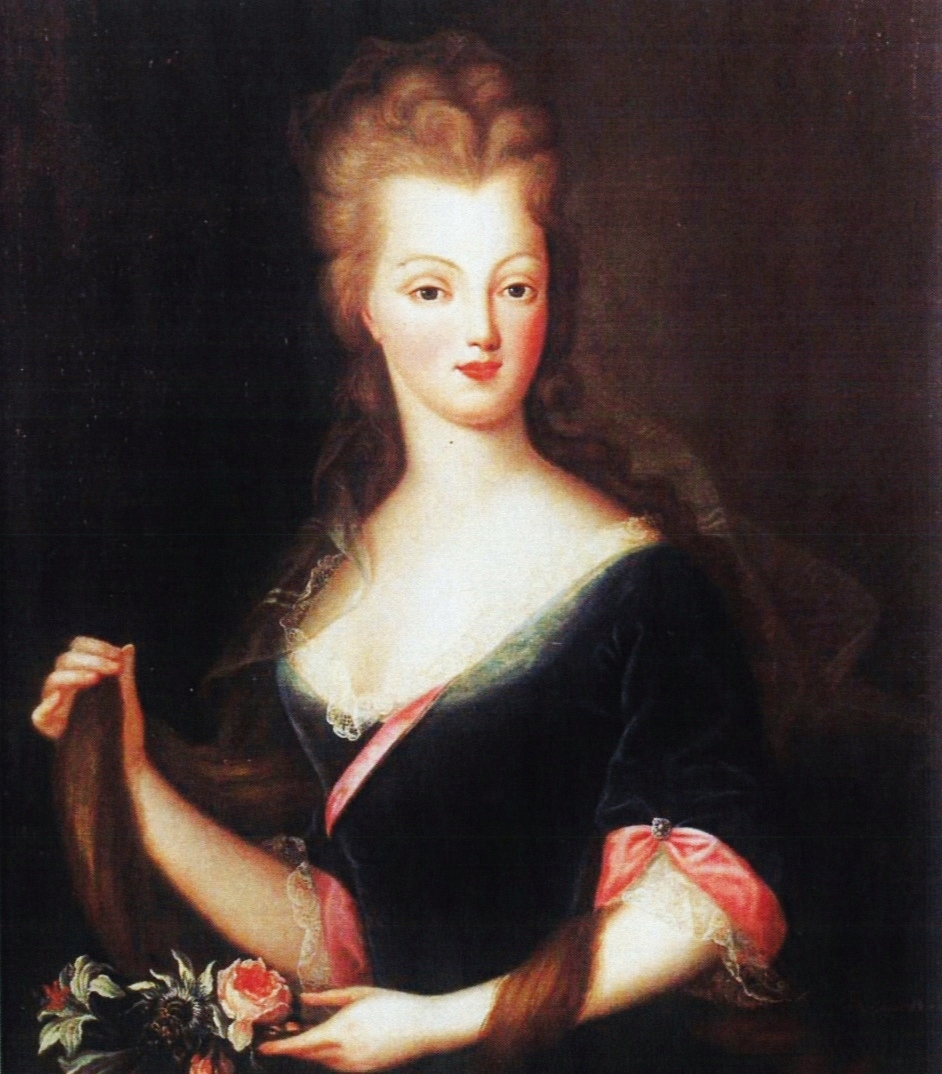
La grand-mère de Leonor, Leonor Tomásia de Távora, troisième marquise de Távora.

Leonor d'Almeïda est née à Lisbonne le 31 octobre 1750, fille de João d'Almeïda Portugal, deuxième marquis d'Alorna et quatrième comte d'Assumar, et de Leonor de Lorena e Távora, fille de Leonor Tomásia de Távora, troisième marquise de Távora . La maison de Távora est alors l'une des familles les plus illustres du Portugal. Cependant, la richesse et le pouvoir de celle-ci attirent rapidement les soupçons du Premier ministre du roi Joseph Ier, Sebastião José de Carvalho e Melo, le marquis de Pombal. Les tensions entre celui-ci et la famille Távora culminent en 1758 lors du procès des Távora, Leonor étant âgée de huit ans. À la suite du procès, ses grands-parents maternels sont exécutés et Leonor et sa mère sont enfermées au couvent de São Félix de Chelas jusqu'en 1777. Son père et son frère sont quant à eux emprisonnés à la tour de Belém .
Pendant son séjour au couvent de Chelas, Leonor vit avec sa mère et sa sœur. Elle y consacre son temps à l'étude des œuvres de Rousseau, Voltaire, Montesquieu, Pierre Bayle, ainsi que l'Encyclopédie de Diderot et D'Alembert. Pendant son temps libre, faute d'autres loisirs, elle compose des poèmes et des œuvres lyriques. Elle commence ainsi sa carrière de poétesse en publiant son premier ouvrage, les Poèmes de Chelas . C'est également au couvent qu'elle a pu entrer en contact avec des poètes et écrivains portugais célèbres, les couvents et les monastères étant alors un lieu traditionnel de refuge pour les écrivains et les artistes au Portugal.
Le couvent était un lieu de retraite fréquemment choisi par les membres de l'Arcadia, une société littéraire, et par des poètes reconnus comme Francisco Manoel de Nascimento, plus connu sous son pseudonyme, Filinto Elísio. Après avoir lu les Poèmes de Chelas, Nascimento a rencontré Leonor pour écouter ses œuvres et parler de poésie. C'est ainsi qu'il devient son précepteur de littérature, de poésie et de latin. C'est d'ailleurs à Leonor qu'il doit son pseudonyme . Elle adopte elle aussi un surnom, Alcipe, inspirée par les religieuses, qui donnaient souvent des surnoms aux jeunes filles du couvent. Par exemple, sa sœur, Maria d'Almeïda, a hérité du surnom de Dafne .
En 1777, alors que Leonor a vingt-sept ans, elle est libérée du couvent sur les ordres de la populaire reine Marie Ire, qui cherche alors à revenir sur toutes les décisions du marquis de Pombal, qu'elle méprise. De même, son père et son frère sont libérés de la tour de Belém et les deux branches de la famille réunies. La famille déménage alors à la Quinta de Vale de Nabais, dans les environs de Lisbonne, qu'ils rebaptisent Quinta d'Alorna. En effet, les anciennes possessions de la famille qui faisait la jalousie de toute la noblesse portugaise avaient été détruits sur l'ordre du marquis de Pombal. La famille revient rapidement à la cour portugaise, malgré sa déchéance. Leonor devient alors une personnalité remarquable de l'aristocratie, son intelligence et son charme captivant les nobles qui s'attendaient à trouver en elle une femme abîmée par sa vie de couvent forcée.

## Mariage

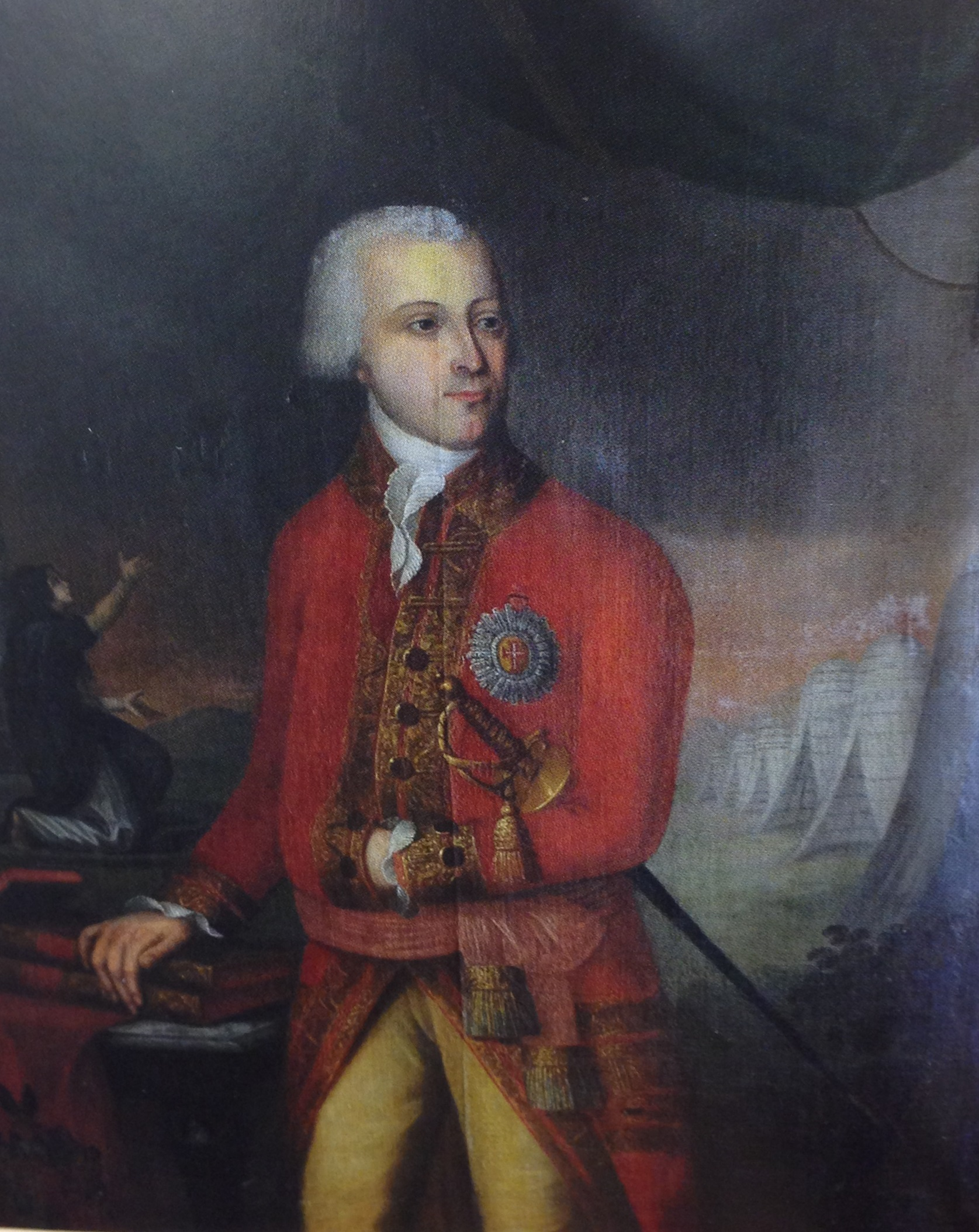
Carlos Pedro Maria José Augusto, comte d'Oyenhausen-Groewenbourg.

Deux ans après sa libération, Leonor a déjà les faveurs de nombreux prétendants. Parmi eux se trouve son futur mari, Carlos Pedro Maria José Augusto, comte d'Oyenhausen-Grevenburg, un officier de l'armée du Saint Empire romain germanique. Ses faits d'armes incluent la guerre de Sept Ans, à laquelle il a participé en tant qu'aide de camp du général Frédéric Charles Ferdinand. En 1762, Carlos Pedro et son cousin, Frédéric-Guillaume de Schaumbourg-Lippe, sont appelés par le marquis de Pombal pour former l'armée portugaise.
Au service de la reine Maria I, Carlos Pedro se distingue comme militaire et homme d'État. Son rang et sa réputation font ainsi de lui le candidat principal à la main de Leonor et les deux se marient le 15 février 1779. La reine Marie Ire et le roi Pierre III, marraine et parrain de Leonor, y sont présents aux côtés de nombreux nobles parmi les plus importants de la cour royale portugaise. En guise de cadeau de mariage, la reine Marie fait Carlos Pedro chevalier de l'Ordre du Christ, le plus haut ordre honorifique du Portugal.

## À Vienne
En 1779, le couple déménage à Porto, pour accompagner Carlos Pedro, nommé commandant du VIe Régiment d'Infanterie Royale, basé dans cette ville. C'est là que Leonor accouche de leur premier enfant, Leonor Benedita. Ils n'y restent toutefois que moins d'un an, puisque Carlos Pedro est nommé par la reine comme ministre plénipotentiaire à la cour impériale de Vienne en 1780. Sur la route de Vienne, Leonor et le comte Carlos Pedro sont reçus aux cours du roi d'Espagne, Charles III et du roi de France, Louis XVI. À Vienne, Leonor devient une membre éminente du monde littéraire et se fait remarquer pour sa peinture. Bien qu'elle soit souvent malade, Leonor y a deux autres filles : Juliana, le 20 août 1782, et Frederica, le 1er septembre 1784.
Elle fait la connaissance de nombreuses personnalités littéraires et aristocratiques d'Europe, de Madame de Staël à Jacques Necker. Elle gagne même les faveurs de l'impératrice Marie-Thérèse d'Autriche et de son successeur, Joseph II, qui l'élève au rang de dame de l'ordre de la Croix étoilée. Elle obtient une audience privée avec le pape Pie VI, lorsque celui-ci vient en visite à Vienne. Le Souverain Pontife la décore à son tour. Elle  continue d'envoyer ses œuvres au Portugal, notamment un tableau intitulé Soledade à son père, et un autre, Une Allégorie de l'amour conjugal, à la princesse Bénédicte, épouse de Joseph de Portugal, prince du Brésil. Elle envoie aussi une copie d'un tableau de Guido Reni à la reine Marie. En 1785, Leonor et sa famille sont rappelés à Lisbonne .

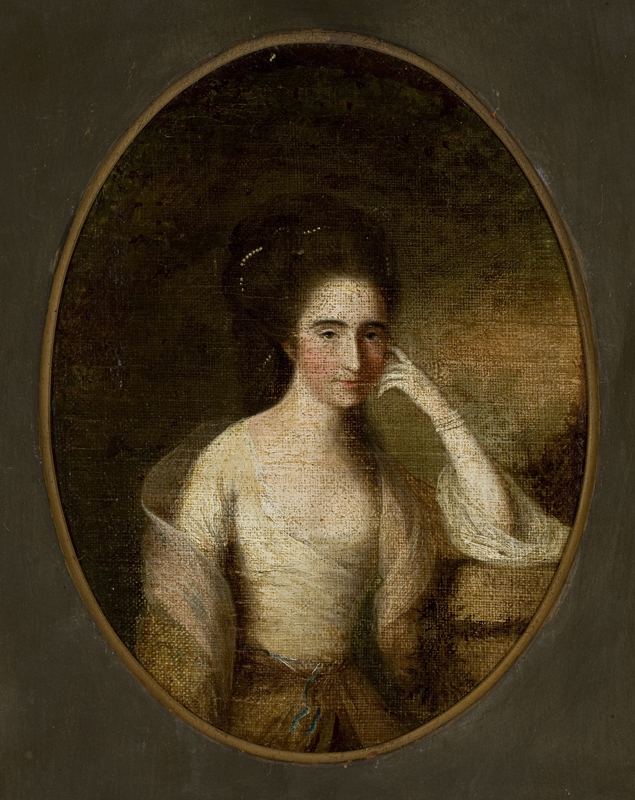
Autoportrait de Leonor d'Almeïda, réalisé à la Cour de Vienne.

## Le retour au Portugal
Leonor et sa famille reviennent au Portugal en 1785, après que Carlos Pedro a été nommé lieutenant-général de la Première Division d'Infanterie Royale. La princesse Charlotte-Joachime, épouse de Jean de Portugal, fils de la reine Marie et futur roi du Portugal, fait d'elle sa dame de compagnie. Devenue une haute dignitaire de la Cour royale portugaise, Leonor est une personnalité populaire. Elle tient l'un des salons littéraires les plus courus du royaume. Elle dessine même quelques brouillons pour les plans du Palais royal d'Ajuda, remplacés par la suite par un projet de style plus contemporain.
Présente en France lorsqu'éclate la Révolution, elle reviendra au Portugal traumatisée par les évènements auxquels elle a assisté. En 1790, le comte Carlos Pedro est nommé Gouverneur général du royaume d'Algarve, et la famille retourne à Faro. C'est lors de ce séjour que le mari de Leonor meurt à l'âge de 54 ans, le 3 mars 1793. Elle retourne donc dans ses propriétés familiales à Almeirim. Là, Leonor se consacre à l'éducation classique de ses six enfants, comme elle avait été éduquée dans sa jeunesse au Couvent de Chelas. C'est également durant cette période qu'elle s'engage en politique et rencontre le général Vendéen Henri Forestier qui parcourt alors l'Europe pour obtenir des soutien afin de provoquer une nouvelle révolte dans l'Ouest de la France. Elle voit en ce général le moyen de combattre cette France qui l'a traumatisée en 1789 et tente de lui obtenir des soutiens financiers et politiques.  
En 1800, sa fille aînée, Juliana, épouse Aires José Maria de Saldanha Albuquerque Coutinho Matos e Noronha.
En 1801, le père de Leonor, João d'Almeïda, meurt. Son frère, Pierre d'Almeïda, succède à son père comme marquis d'Alorna .
En 1802, surveillée par la police, Leonor est finalement expulsée et exilée en Espagne. Elle y retrouve Henri Forestier avec lequel elle s'engage alors pleinement dans l'organisation d'un complot contre Napoléon Bonaparte qu'elle perçoit comme une grave menace contre le Portugal. Recherchée par la police et les espions français, elle échappe à des tentatives d'assassinats et, après la découverte du complot en 1804, elle doit s'enfuir à Londres. Elle y retrouve à nouveau Henri Forestier dont elle devient très proche, tentant encore une fois de l'aider dans ses démarches pour déclencher une nouvelle guerre civile en France, et assistant ce dernier jusqu'à son décès prématuré en 1806. Traumatisée par ce décès, elle se retire alors de toute action politique. Malgré plusieurs demandes, elle ne sera autorisée à rentrer dans son pays qu'en 1814.

## Les Guerres napoléoniennes
Son frère est fait commandant de la Légion portugaise et commandant-général des armées napoléoniennes en Espagne. Au même moment, la fille de Leonor, Juliana, devient la maîtresse officielle du général Jean-Andoche Junot, général des armées napoléoniennes en Espagne et au Portugal. Malgré la sécurité garantie par ses relations familiales, Leonor envoie son fils unique, João Carlos Ulrico, auprès de la Cour royale portugaise, transférée à Rio de Janeiro.

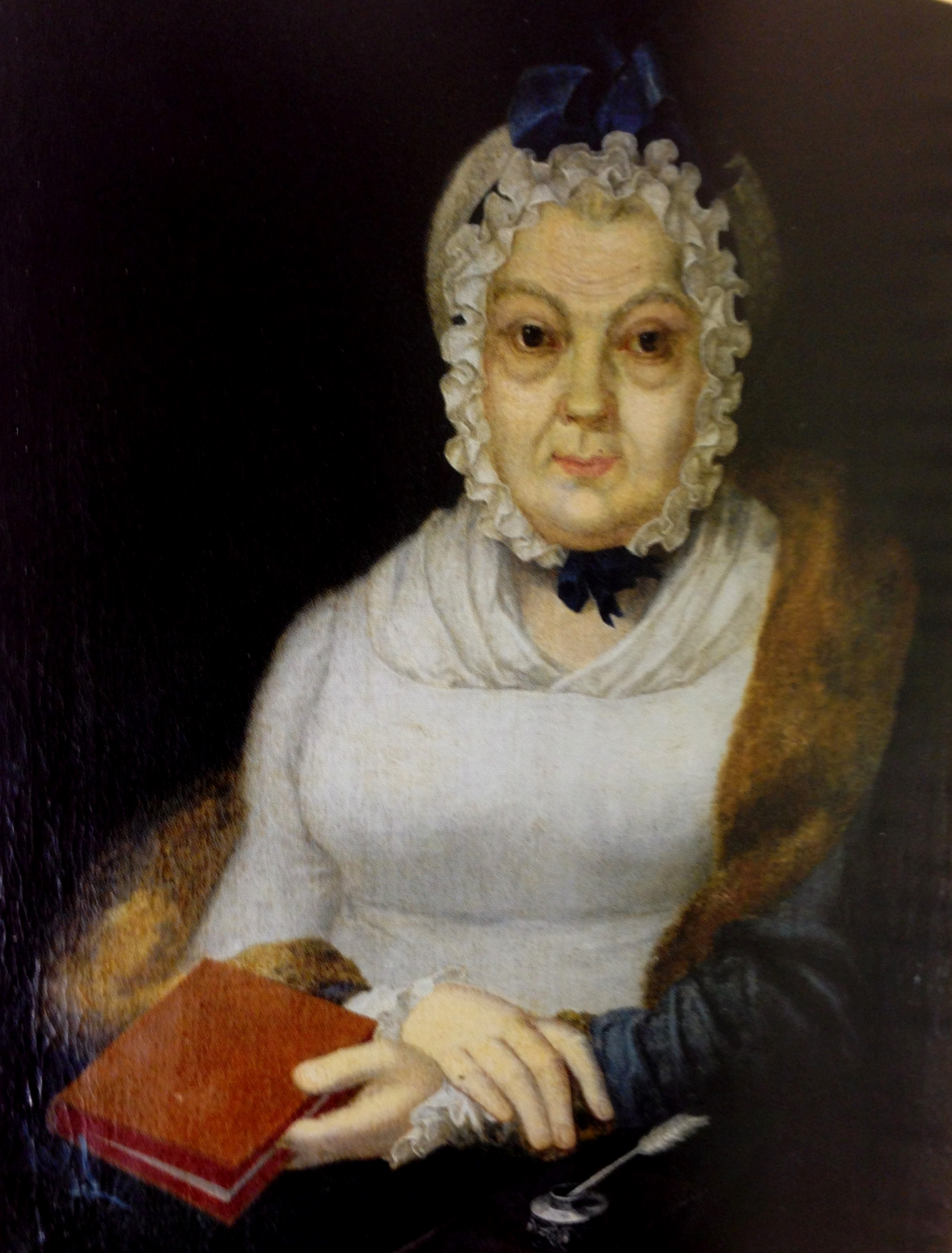
Leonor d'Almeïda à la fin de sa vie.

Le frère de Leonor est démis de ses fonctions de commandant en 1810. En 1813, son frère, Pedro, meurt sans descendance vivante. Leonor devient alors l'héritière légitime de son titre de marquis d'Alorna. Leonor demande la permission de revenir au Portugal pour que le prince João reconnaisse son titre. De retour au Portugal, et avant d'être reconnue, Leonor et ses enfants séjournent au Palais des marquis de Fronteira, la demeure de sa fille, Leonor Benedita et de son gendre, le marquis de Fronteira. Après être devenue marquise d'Alorna, elle reçoit une pension annuelle de 12000 cruzados en guise de rétribution pour les services rendus par son frère et son père.

## Dernières années
Après les Guerres napoléoniennes, Leonor vit recluse dans son domaine de la Quinta d'Alorna. La guerre civile portugaise et la guerre d'indépendance du Brésil qui déchirent le Portugal menacent la stabilité du royaume. En 1822, le fils unique de Leonor, João Carlos Ulrico, meurt alors qu'il était lieutenant-colonel du IVe Régiment de Cavalerie Royale. Sa mort fait d'elle l'héritière du titre de comtesse d'Oyenhausen-Groewenbourg et de comtesse d'Assumar.
Leonor ne revient au sein de la haute société portugaise qu'en 1826, à l'occasion de l'ouverture de l'assemblée portugaise, les Cortes, en tant que suivante de l'infante Isabelle-Marie de Portugal, alors régente. En 1828, elle participe à la cérémonie de couronnement du roi Michel Ier. Le roi Pierre IV (plus connu comme Pierre Ier, empereur du Brésil) remporte la guerre civile en 1834 et restaure la reine déchue, Marie II, sur le trône. Leonor dirige le chœur lors de l'acclamation de la reine Marie II dans la cathédrale de Lisbonne. Elle participe aux funérailles du roi Pedro IV, plus tard dans l'année.
En 1833, Leonor est faite dame de l'Ordre de Sainte Isabelle, par Amélie de Leuchtenberg, impératrice du Brésil, puis membre de l'Ordre de la Croix étoilée, par Caroline-Auguste de Bavière, l'impératrice d'Autriche. En tant que membre éminente de la haute noblesse portugaise, Leonor aurait dû assister au mariage de la reine Marie II avec Auguste de Beauharnais en 1835, mais ne s'y rendit pas en raison de son âge avancé. Le couple royal tout juste marié, lui rend toutefois visite le lendemain. En 1836, Leonor s'installe définitivement au Palais des Marquis de Fronteira pour se rapprocher de sa fille, Leonor Benedita et de son petit-fils, José Trasimundo Mascarenhas Barreto. Leonor meurt au palais le 11 octobre 1839.

## Œuvre
- Poemas de Chelas (Poèmes de Chelas) ; Lisbonne, 1772.
- Elegia à Morte de SAR o Principe do Brazil O sr. D. José (Élégie pour la mort de Son Altesse Royale le prince du Brésil, le noble Don José) ; Lisbonne, 1788.
- De Buonaparte e dos Bourbons; e da Necessidade de nos Unirmos aos nossos Legitimos Principes, para a Felicidade da França e da Europa (De Bonaparte et des Bourbons, et des Nécessités de nous unir autour de nos princes légitimes, pour la Félicité de la France et de l'Europe) ; Londres, 1814[4].
- Obras poeticas (Œuvres poétiques) ; Lisbonne, 1844[5],[2].
- Estudo Biographico-Critico, un Respeito da Litteratura Portugueza ; Madrid, 1869.